# Szlovénia a 2012. évi nyári olimpiai játékokon
Szlovénia a nagy-britanniai Londonban megrendezett 2012. évi nyári olimpiai játékok egyik részt vevő nemzete volt. Az országot az olimpián 15 sportágban 65 sportoló képviselte, akik összesen 4 érmet szereztek.

## Érmesek
| Érem  | Versenyző           | Sportág       | Versenyszám             |
| ----- | ------------------- | ------------- | ----------------------- |
| Arany | Urška Žolnir        | Cselgáncs     | Női váltósúly           |
| Ezüst | Primož Kozmus       | Atlétika      | Férfi kalapácsvetés     |
| Bronz | Luka Špik Iztok Čop | Evezés        | Férfi kétpárevezős      |
| Bronz | Rajmond Debevec     | Sportlövészet | Férfi sportpuska, fekvő |

## Asztalitenisz
Férfi
| Versenyző   | Versenyszám | Selejtező         | 64-es főtábla                                             | 48-as főtábla                            | 32-es főtábla     | Nyolcaddöntő      | Negyeddöntő       | Elődöntő          | Döntő             | Helyezés |
| Versenyző   | Versenyszám | Ellenfél Eredmény | Ellenfél Eredmény                                         | Ellenfél Eredmény                        | Ellenfél Eredmény | Ellenfél Eredmény | Ellenfél Eredmény | Ellenfél Eredmény | Ellenfél Eredmény | Helyezés |
| ----------- | ----------- | ----------------- | --------------------------------------------------------- | ---------------------------------------- | ----------------- | ----------------- | ----------------- | ----------------- | ----------------- | -------- |
| Bojan Tokič | Egyes       | erőnyerő          | Liu Song (ARG) · 11–0, 7–11, 11–7, 11–6, 3–11, 9–11, 11–8 | Gao Ning (SIN) · 7–11, 7–11, 5–11, 12–14 | kiesett           | kiesett           | kiesett           | kiesett           | kiesett           | 17.      |

## Atlétika
Férfi
| Versenyző   | Versenyszám | Előfutam | Előfutam | Előfutam | Elődöntő | Elődöntő | Elődöntő | Döntő   | Döntő    |
| Versenyző   | Versenyszám | Idő      | Hely.    | Össz.    | Idő      | Hely.    | Össz.    | Idő     | Helyezés |
| ----------- | ----------- | -------- | -------- | -------- | -------- | -------- | -------- | ------- | -------- |
| Primož Kobe | Maraton     |          |          |          |          |          |          | 2:19:28 | 46.      |
| Brent Larue | 400 m gát   | 49,38    | 4.       | 19.      | 49,45    | 3.       | 13.      | kiesett | kiesett  |

| Versenyző     | Versenyszám   | Selejtező | Selejtező | Döntő    | Döntő    |
| Versenyző     | Versenyszám   | Eredmény  | Helyezés  | Eredmény | Helyezés |
| ------------- | ------------- | --------- | --------- | -------- | -------- |
| Rožle Prezelj | Magasugrás    | 221 cm    | 25.*      | kiesett  | kiesett  |
| Primož Kozmus | Kalapácsvetés | 78,12 m   | 3.        | 79,36 m  |          |
| Matija Kranjc | Gerelyhajítás | 72,63 m   | 40.       | kiesett  | kiesett  |

Női
| Versenyző    | Versenyszám | Előfutam | Előfutam | Előfutam | Elődöntő | Elődöntő | Elődöntő | Döntő   | Döntő    |
| Versenyző    | Versenyszám | Idő      | Hely.    | Össz.    | Idő      | Hely.    | Össz.    | Idő     | Helyezés |
| ------------ | ----------- | -------- | -------- | -------- | -------- | -------- | -------- | ------- | -------- |
| Sonja Roman  | 1500 m      | 4:19,17  | 11.      | 40.      | kiesett  | kiesett  | kiesett  | kiesett | kiesett  |
| Žana Jereb   | Maraton     |          |          |          |          |          |          | 2:42:50 | 88.      |
| Marina Tomić | 100 m gát   | 13,10    | 5.       | 21.*     | kiesett  | kiesett  | kiesett  | kiesett | kiesett  |

| Versenyző                | Versenyszám   | Selejtező | Selejtező | Döntő    | Döntő    |
| Versenyző                | Versenyszám   | Eredmény  | Helyezés  | Eredmény | Helyezés |
| ------------------------ | ------------- | --------- | --------- | -------- | -------- |
| Tina Šutej               | Rúdugrás      | 425 cm    | 19.**     | kiesett  | kiesett  |
| Marija Martinović-Šestak | Hármasugrás   | 14,16 m   | 12.       | 13,98 m  | 11.      |
| Barbara Špiler           | Kalapácsvetés | 67,21 m   | 29.       | kiesett  | kiesett  |
| Martinka Ratej           | Gerelyhajítás | 63,60 m   | 6.        | 61,62 m  | 7.       |

* - egy másik versenyzővel azonos eredményt ért el

** - két másik versenyzővel azonos eredményt ért el

## Cselgáncs
Férfi
| Versenyző    | Versenyszám | Selejtező         | 32-es főtábla                                 | Nyolcaddöntő                         | Negyeddöntő       | Elődöntő          | Vigaszág elődöntő | Bronz- mérkőzés   | Döntő             | Helyezés |
| Versenyző    | Versenyszám | Ellenfél Eredmény | Ellenfél Eredmény                             | Ellenfél Eredmény                    | Ellenfél Eredmény | Ellenfél Eredmény | Ellenfél Eredmény | Ellenfél Eredmény | Ellenfél Eredmény | Helyezés |
| ------------ | ----------- | ----------------- | --------------------------------------------- | ------------------------------------ | ----------------- | ----------------- | ----------------- | ----------------- | ----------------- | -------- |
| Rok Drakšič  | Harmatsúly  | erőnyerő          | Ricardo Valderrama (VEN) · 100(0)–000(1)      | Ungvári Miklós (HUN) · 000(2)–001(1) | kiesett           | kiesett           |                   |                   |                   | 9.       |
| Aljaž Sedej  | Váltósúly   | erőnyerő          | Travis Stevens (USA) · 000(2)–101(0)          | kiesett                              | kiesett           | kiesett           |                   |                   |                   | 17.      |
| Matjaž Ceraj | Nehézsúly   |                   | Sztanyiszlav Bondarenko (UKR) · 002(1)–000(2) | Kim Szongmin (KOR) · 000(1)–002(0)   | kiesett           | kiesett           |                   |                   |                   | 9.       |

Női
| Versenyző        | Versenyszám  | Selejtező                              | Nyolcaddöntő                           | Negyeddöntő                             | Elődöntő                                       | Vigaszág elődöntő | Bronz- mérkőzés                   | Döntő                         | Helyezés |
| Versenyző        | Versenyszám  | Ellenfél Eredmény                      | Ellenfél Eredmény                      | Ellenfél Eredmény                       | Ellenfél Eredmény                              | Ellenfél Eredmény | Ellenfél Eredmény                 | Ellenfél Eredmény             | Helyezés |
| ---------------- | ------------ | -------------------------------------- | -------------------------------------- | --------------------------------------- | ---------------------------------------------- | ----------------- | --------------------------------- | ----------------------------- | -------- |
| Vesna Đukić      | Könnyűsúly   | Macumoto Kaori (JPN) · 000(2)–011(0)   | kiesett                                | kiesett                                 | kiesett                                        |                   |                                   |                               | 17.      |
| Urška Žolnir     | Váltósúly    | Claudia Malzahn (GER) · 110(0)–000(0)  | Estefania García (ECU) · 100(0)–000(1) | Alice Schlesinger (ISR) · 110(0)–000(0) | Cedevszürengín Mönhdzajá (MGL) · 100(0)–000(0) |                   |                                   | Xu Lili (CHN) · 010(0)–001(1) |          |
| Raša Sraka       | Középsúly    | erőnyerő                               | Cecilia Blanco (ESP) · 110(2)–001(0)   | Hvang Jeszul (KOR) · 000(1)–100(0)      |                                                |                   | Yuri Alvear (COL) · 000(1)–100(0) |                               | 7.       |
| Anamari Velenšek | Félnehézsúly | Daria Pogorzelec (POL) · 000(0)–001(0) | kiesett                                | kiesett                                 | kiesett                                        |                   |                                   |                               | 17.      |
| Lucija Polavder  | Nehézsúly    | erőnyerő                               | Karina Bryant (GBR) · 000(0)–001(1)    | kiesett                                 | kiesett                                        |                   |                                   |                               | 9.       |

## Evezés
Férfi
| Versenyző           | Versenyszám  | Előfutam | Előfutam | Vigaszág | Vigaszág | Elődöntő | Elődöntő | Elődöntő | Döntő | Döntő   | Döntő | Helyezés |
| Versenyző           | Versenyszám  | Idő      | Hely.    | Idő      | Hely.    | Típus    | Idő      | Hely.    | Típus | Idő     | Hely. | Helyezés |
| ------------------- | ------------ | -------- | -------- | -------- | -------- | -------- | -------- | -------- | ----- | ------- | ----- | -------- |
| Luka Špik Iztok Čop | Kétpárevezős | 6:17,78  | 2.*      |          |          | A/B      | 6:19,97  | 1.       | A     | 6:34,35 | 3.    |          |

* - egy másik csapattal azonos eredményt ért el

## Íjászat
Férfi
| Versenyző       | Versenyszám | Selejtező | Selejtező | 64-es főtábla                  | 32-es főtábla     | Nyolcaddöntő      | Negyeddöntő       | Elődöntő          | Döntő             | Helyezés |
| Versenyző       | Versenyszám | Pont      | Kiemelt   | Ellenfél Eredmény              | Ellenfél Eredmény | Ellenfél Eredmény | Ellenfél Eredmény | Ellenfél Eredmény | Ellenfél Eredmény | Helyezés |
| --------------- | ----------- | --------- | --------- | ------------------------------ | ----------------- | ----------------- | ----------------- | ----------------- | ----------------- | -------- |
| Klemen Štrajhar | Egyéni      | 639       | 58.       | Dai Xiaoxiang (CHN) (7.) · 0–6 | kiesett           | kiesett           | kiesett           | kiesett           | kiesett           | 33.      |

## Kajak-kenu

### Síkvízi
Női
| Versenyző         | Versenyszám       | Előfutam | Előfutam | Előfutam | Elődöntő | Elődöntő | Elődöntő | Döntő | Döntő    | Döntő    | Helyezés |
| Versenyző         | Versenyszám       | Idő      | Hely.    | Össz.    | Idő      | Hely.    | Össz.    | Típus | Idő      | Helyezés | Helyezés |
| ----------------- | ----------------- | -------- | -------- | -------- | -------- | -------- | -------- | ----- | -------- | -------- | -------- |
| Špela Ponomarenko | Kajak egyes 200 m | 42,884   | 4.       | 17.      | 42,209   | 5.       | 14.      | B     | 44,953   | 2.       | 10.      |
| Špela Ponomarenko | Kajak egyes 500 m | 2:01,520 | 5.       | 23.      | 1:53,341 | 5.       | 13.      | B     | 1:53,718 | 4.       | 12.      |

### Szlalom
| Versenyző              | Versenyszám       | Selejtező | Selejtező | Selejtező | Selejtező | Selejtező     | Selejtező     | Elődöntő | Elődöntő | Döntő   | Döntő    |
| Versenyző              | Versenyszám       | 1. futam  | 1. futam  | 2. futam  | 2. futam  | Jobb eredmény | Jobb eredmény | Elődöntő | Elődöntő | Döntő   | Döntő    |
| Versenyző              | Versenyszám       | Pont      | Hely.     | Pont      | Hely.     | Pont          | Hely.         | Pont     | Hely.    | Pont    | Helyezés |
| ---------------------- | ----------------- | --------- | --------- | --------- | --------- | ------------- | ------------- | -------- | -------- | ------- | -------- |
| Peter Kauzer           | Férfi kajak egyes | 90,98     | 9.        | 88,10     | 4.        | 88,10         | 5.            | 96,02    | 1.       | 101,01  | 6.       |
| Benjamin Savšek        | Férfi kenu egyes  | 90,83     | 1.        | 203,42    | 15.       | 90,83         | 2.            | 99,92    | 2.       | 219,95  | 8.       |
| Luka Božič Sašo Taljat | Férfi kenu kettes | 102,82    | 4.        | 101,08    | 4.        | 101,08        | 6.            | 113,50   | 8.       | kiesett | kiesett  |
| Eva Terčelj            | Női kajak egyes   | 107,17    | 7.        | 107,57    | 9.        | 107,17        | 11.           | 117,36   | 13.      | kiesett | kiesett  |

## Kerékpározás

### Hegyi-kerékpározás
| Versenyző       | Versenyszám      | Idő             | Helyezés |
| --------------- | ---------------- | --------------- | -------- |
| Tanja Žakelj    | Női terepverseny | 1:34:41 (+3:49) | 10.      |
| Blaža Klemenčič | Női terepverseny | 1:39:42 (+8:50) | 23.      |

### Országúti kerékpározás
Férfi
| Versenyző       | Versenyszám   | Idő                 | Helyezés |
| --------------- | ------------- | ------------------- | -------- |
| Borut Božič     | Mezőnyverseny | 5:46:37 (+0:40)     | 46.      |
| Grega Bole      | Mezőnyverseny | 5:46:37 (+0:40)     | 79.      |
| Janez Brajkovič | Mezőnyverseny | 5:46:05 (+0:08)     | 21.      |
| Janez Brajkovič | Időfutam      | 54:09,72 (+3:30,18) | 10.      |

Női
| Versenyző       | Versenyszám   | Idő             | Helyezés |
| --------------- | ------------- | --------------- | -------- |
| Polona Batagelj | Mezőnyverseny | 3:35:56 (+0:27) | 22.      |

## Sportlövészet
Férfi
| Versenyző       | Versenyszám           | Selejtező | Selejtező | Döntő   | Döntő    |
| Versenyző       | Versenyszám           | Pont      | Helyezés  | Pont    | Helyezés |
| --------------- | --------------------- | --------- | --------- | ------- | -------- |
| Rajmond Debevec | Sportpuska, fekvő     | 596       | 3.        | 701,0   |          |
| Rajmond Debevec | Sportpuska, összetett | 1161      | 27.       | kiesett | kiesett  |
| Boštjan Maček   | Trap                  | 121       | 7.        | kiesett | kiesett  |

Női
| Versenyző    | Versenyszám           | Selejtező | Selejtező | Döntő   | Döntő    |
| Versenyző    | Versenyszám           | Pont      | Helyezés  | Pont    | Helyezés |
| ------------ | --------------------- | --------- | --------- | ------- | -------- |
| Živa Dvoršak | Légpuska              | 396       | 11.       | kiesett | kiesett  |
| Živa Dvoršak | Sportpuska, összetett | 574       | 36.       | kiesett | kiesett  |

## Taekwondo
Férfi
| Versenyző      | Versenyszám | Nyolcaddöntő             | Negyeddöntő       | Elődöntő          | Vigaszág elődöntő | Bronz- mérkőzés   | Döntő             | Helyezés |
| Versenyző      | Versenyszám | Ellenfél Eredmény        | Ellenfél Eredmény | Ellenfél Eredmény | Ellenfél Eredmény | Ellenfél Eredmény | Ellenfél Eredmény | Helyezés |
| -------------- | ----------- | ------------------------ | ----------------- | ----------------- | ----------------- | ----------------- | ----------------- | -------- |
| Ivan Trajkovič | Nehézsúly   | Csha Dongmin (KOR) · 4–9 | kiesett           | kiesett           |                   |                   |                   | 11.      |

Női
| Versenyző   | Versenyszám | Nyolcaddöntő                           | Negyeddöntő                            | Elődöntő                    | Vigaszág elődöntő | Bronz- mérkőzés             | Döntő             | Helyezés |
| Versenyző   | Versenyszám | Ellenfél Eredmény                      | Ellenfél Eredmény                      | Ellenfél Eredmény           | Ellenfél Eredmény | Ellenfél Eredmény           | Ellenfél Eredmény | Helyezés |
| ----------- | ----------- | -------------------------------------- | -------------------------------------- | --------------------------- | ----------------- | --------------------------- | ----------------- | -------- |
| Franka Anić | Váltósúly   | Gulnafisz Ajtmuhambetova (KAZ) · 15–11 | Karine Sergerie (CAN) · 10–5           | Hvang Gjongszon (KOR) · 0–7 |                   | Paige McPherson (USA) · 3–8 |                   | 5.       |
| Nuša Rajher | Nehézsúly   | Feruza Jergesova (KAZ) · 17–16         | Anasztaszija Barisnyikova (RUS) · 9–11 | kiesett                     |                   |                             |                   | 9.       |

## Tenisz
Férfi
| Versenyző   | Versenyszám | 64-es főtábla                  | 32-es főtábla                 | Nyolcaddöntő      | Negyeddöntő       | Elődöntő          | Bronz- mérkőzés   | Döntő             | Helyezés |
| Versenyző   | Versenyszám | Ellenfél Eredmény              | Ellenfél Eredmény             | Ellenfél Eredmény | Ellenfél Eredmény | Ellenfél Eredmény | Ellenfél Eredmény | Ellenfél Eredmény | Helyezés |
| ----------- | ----------- | ------------------------------ | ----------------------------- | ----------------- | ----------------- | ----------------- | ----------------- | ----------------- | -------- |
| Blaž Kavčič | Egyes       | Visnu Vardhan (IND) · 6–3, 6–2 | David Ferrer (ESP) · 2–6, 2–6 | kiesett           | kiesett           | kiesett           | kiesett           | kiesett           | 17.      |

Női
| Versenyző                         | Versenyszám | 64-es főtábla                                | 32-es főtábla                                                             | Nyolcaddöntő                                                    | Negyeddöntő       | Elődöntő          | Bronz- mérkőzés   | Döntő             | Helyezés |
| Versenyző                         | Versenyszám | Ellenfél Eredmény                            | Ellenfél Eredmény                                                         | Ellenfél Eredmény                                               | Ellenfél Eredmény | Ellenfél Eredmény | Ellenfél Eredmény | Ellenfél Eredmény | Helyezés |
| --------------------------------- | ----------- | -------------------------------------------- | ------------------------------------------------------------------------- | --------------------------------------------------------------- | ----------------- | ----------------- | ----------------- | ----------------- | -------- |
| Polona Hercog                     | Egyes       | María José Martínez Sánchez (ESP) · 2–6, 4–6 | kiesett                                                                   | kiesett                                                         | kiesett           | kiesett           | kiesett           | kiesett           | 33.      |
| Andreja Klepač Katarina Srebotnik | Páros       |                                              | Grúzia (GEO) · Margalita Csahnasvili · Ana Tatisvili · 7–6(7–0), 6–3, 2–6 | Olaszország (ITA) · Sara Errani · Roberta Vinci · 5–7, 6–4, 4–6 | kiesett           | kiesett           | kiesett           | kiesett           | 9.       |

## Tollaslabda
| Versenyző  | Versenyszám | Csoportkör                                                                            | Csoportkör | Nyolcaddöntő      | Negyeddöntő       | Elődöntő          | Bronz- mérkőzés   | Döntő             | Helyezés |
| Versenyző  | Versenyszám | Ellenfél Eredmény                                                                     | Hely.      | Ellenfél Eredmény | Ellenfél Eredmény | Ellenfél Eredmény | Ellenfél Eredmény | Ellenfél Eredmény | Helyezés |
| ---------- | ----------- | ------------------------------------------------------------------------------------- | ---------- | ----------------- | ----------------- | ----------------- | ----------------- | ----------------- | -------- |
| Maja Tvrdy | Női egyes   | H csoport · Szató Szajaka (JPN) · 20–22, 18–21 · Susan Egelstaff (GBR) · 15–21, 10–21 | 3.         | kiesett           | kiesett           | kiesett           | kiesett           | kiesett           | 33.      |

## Torna
Női
| Versenyző  | Versenyszám      | Selejtező | Selejtező | Döntő    | Döntő    |
| Versenyző  | Versenyszám      | Pontszám  | Helyezés  | Pontszám | Helyezés |
| ---------- | ---------------- | --------- | --------- | -------- | -------- |
| Saša Golob | Talaj            | 13,500    | 40.       | kiesett  | kiesett  |
| Saša Golob | Felemás korlát   | 12,066    | 70.       | kiesett  | kiesett  |
| Saša Golob | Gerenda          | 13,033    | 47.       | kiesett  | kiesett  |
| Saša Golob | Egyéni összetett | 38,599    | 60.       | kiesett  | kiesett  |

## Triatlon
| Versenyző    | Versenyszám | 1,5 km úszás | Depózás 1 | 40 km kerékpározás | Depózás 2 | 10 km futás | Összesítés | Összesítés |
| Versenyző    | Versenyszám | Idő          | Idő       | Idő                | Idő       | Idő         | Idő        | Helyezés   |
| ------------ | ----------- | ------------ | --------- | ------------------ | --------- | ----------- | ---------- | ---------- |
| Mateja Šimic | Női         | 19:31        | 0:43      | 1:07:11            | 0:34      | 37:36       | 2:05:35    | 37.        |

## Úszás
Férfi
| Versenyző      | Versenyszám    | Előfutam | Előfutam | Előfutam | Elődöntő | Elődöntő | Elődöntő | Döntő   | Döntő    |
| Versenyző      | Versenyszám    | Idő      | Hely.    | Össz.    | Idő      | Hely.    | Össz.    | Idő     | Helyezés |
| -------------- | -------------- | -------- | -------- | -------- | -------- | -------- | -------- | ------- | -------- |
| Damir Dugonjič | 100 m mell     | 1:00,77  | 7.       | 18.      | kiesett  | kiesett  | kiesett  | kiesett | kiesett  |
| Peter Mankoč   | 100 m pillangó | 52,44    | 3.       | 19.      | kiesett  | kiesett  | kiesett  | kiesett | kiesett  |
| Robert Žbogar  | 200 m pillangó | 1:58,99  | 8.       | 24.      | kiesett  | kiesett  | kiesett  | kiesett | kiesett  |

Női
| Versenyző                                             | Versenyszám          | Előfutam | Előfutam | Előfutam | Elődöntő | Elődöntő | Elődöntő | Döntő   | Döntő    |
| Versenyző                                             | Versenyszám          | Idő      | Hely.    | Össz.    | Idő      | Hely.    | Össz.    | Idő     | Helyezés |
| ----------------------------------------------------- | -------------------- | -------- | -------- | -------- | -------- | -------- | -------- | ------- | -------- |
| Nastja Govejšek                                       | 100 m gyors          | 56,21    | 3.       | 28.      | kiesett  | kiesett  | kiesett  | kiesett | kiesett  |
| Sara Isakovič                                         | 200 m gyors          | 1:58,96  | 6.       | 16.      | 1:58,47  | 7.       | 14.      | kiesett | kiesett  |
| Sara Isakovič                                         | 100 m pillangó       | 59,86    | 3.       | 31.      | kiesett  | kiesett  | kiesett  | kiesett | kiesett  |
| Mojca Sagmeister                                      | 400 m gyors          | 4:21,55  | 1.       | 32.      |          |          |          | kiesett | kiesett  |
| Tjaša Oder                                            | 800 m gyors          | 8:41,82  | 3.       | 25.      |          |          |          | kiesett | kiesett  |
| Sara Isakovič Anja Klinar Urša Bežan Mojca Sagmeister | 4 × 200 m gyorsváltó | 8:04,69  | 7.       | 14.      |          |          |          | kiesett | kiesett  |
| Anja Čarman                                           | 100 m hát            | 1:02,68  | 4.       | 34.      | kiesett  | kiesett  | kiesett  | kiesett | kiesett  |
| Anja Čarman                                           | 200 m hát            | 2:13,01  | 4.       | 25.      | kiesett  | kiesett  | kiesett  | kiesett | kiesett  |
| Tjaša Vozel                                           | 100 m mell           | 1:09,63  | 1.       | 30.      | kiesett  | kiesett  | kiesett  | kiesett | kiesett  |
| Tanja Šmid                                            | 200 m mell           | 2:32,19  | 7.       | 33.      | kiesett  | kiesett  | kiesett  | kiesett | kiesett  |
| Anja Klinar                                           | 200 m pillangó       | 2:09,24  | 5.       | 14.      | 2:07,84  | 5.       | 11.      | kiesett | kiesett  |
| Anja Klinar                                           | 400 m vegyes         | 4:38,20  | 4.       | 10.      |          |          |          | kiesett | kiesett  |

## Vitorlázás
Férfi
| Versenyző      | Versenyszám | Futam | Futam | Futam | Futam | Futam | Futam | Futam | Futam | Futam | Futam | Futam   | Pontszám | Helyezés |
| Versenyző      | Versenyszám | 1     | 2     | 3     | 4     | 5     | 6     | 7     | 8     | 9     | 10    | É       | Pontszám | Helyezés |
| -------------- | ----------- | ----- | ----- | ----- | ----- | ----- | ----- | ----- | ----- | ----- | ----- | ------- | -------- | -------- |
| Karlo Hmeljak  | Laser       | 23    | 30    | 18    | 33    | 35    | 31    | (50*) | 25    | 27    | 32    | kiesett | 253      | 31.      |
| Vasilij Žbogar | Finn dingi  | 8     | 6     | 5     | 3     | 8     | 5     | (9)   | 6     | 2     | 6     | 14      | 63       | 6.       |

Női
| Versenyző            | Versenyszám    | Futam | Futam | Futam | Futam | Futam | Futam | Futam | Futam | Futam | Futam | Futam   | Pontszám | Helyezés |
| Versenyző            | Versenyszám    | 1     | 2     | 3     | 4     | 5     | 6     | 7     | 8     | 9     | 10    | É       | Pontszám | Helyezés |
| -------------------- | -------------- | ----- | ----- | ----- | ----- | ----- | ----- | ----- | ----- | ----- | ----- | ------- | -------- | -------- |
| Teja Černe Tina Mrak | 470-es osztály | 12    | 9     | 12    | 15    | (17)  | 17    | 17    | 14    | 16    | 16    | kiesett | 127      | 18.      |

* - nem ért célba